# UDFj-39546284
Координати:  03г 32м 39.54с, −27° 46′ 28.4″
UDFj-39546284 — галактика, яка розташована у сузір'ї Піч. Станом на січень 2011 року, імовірно, є найвіддаленішим серед усіх відомих астрономічних об'єктів — відстань до неї становить 13,2 млрд світлових років. Крім того, вона також має бути найстарішою серед усіх відомих галактик — із Землі її видно такою, якою була через 480 млн років після Великого вибуху.

## Відкриття

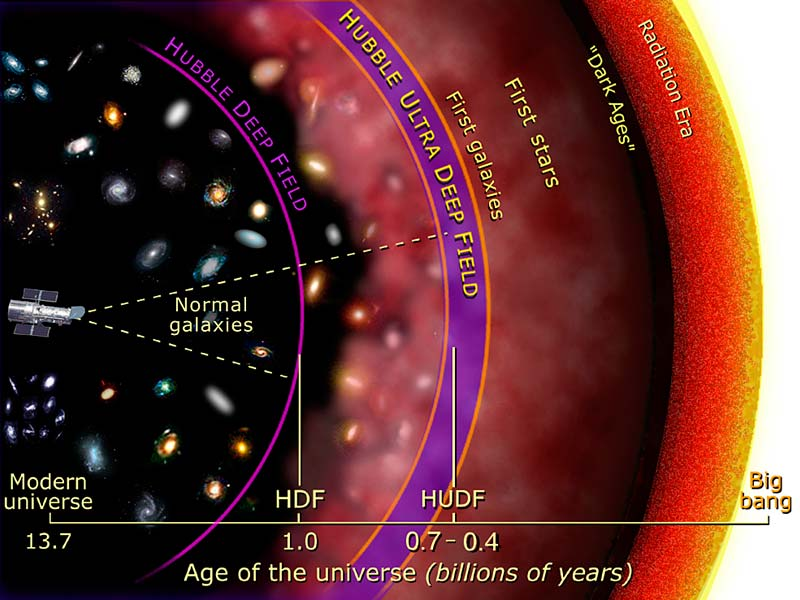
Телескоп Хаббл дивиться у минуле

Галактику було виявлено 2011 року на знімку великої ділянки космічного простору в сузір'ї Печі, зробленому камерою WFC3 телескопа «Хаббл» в ближньому ІЧ-діапазоні.. Це був перший космічний об'єкт із червоним зсувом, який перевищував символічну десятиразову межу. Червоний зсув об'єкта виявився рівним 10,33, що відповідає віку галактики 480 мільйонів років після Великого вибуху.
Галактика має у своєму складі так звані «перші зорі»[джерело?] (зорі III типу зоряного населення), які складаються практично лише з водню та гелію. Для ідентифікації об'єкту UDFj-39546284 застосовувалась методика пошуку зникнення спектральної зони його випромінювання, яке спочатку було в ультрафіолетовому діапазоні, але через розширення Всесвіту дійшло до Землі у вигляді інфрачервоних фотонів.
Імовірність того, що галактика справді має червоний зсув більше десяти одиниць, становить десь 80%. Втім, UDFj-39546284 може виявитися «червоною» галактикою, розташованою набагато ближче до Землі. Для здійснення глибшого сканування доведеться зачекати запуску телескопа ім. Джеймса Вебба, старт якого призначено на 2018 рік.

## Галерея

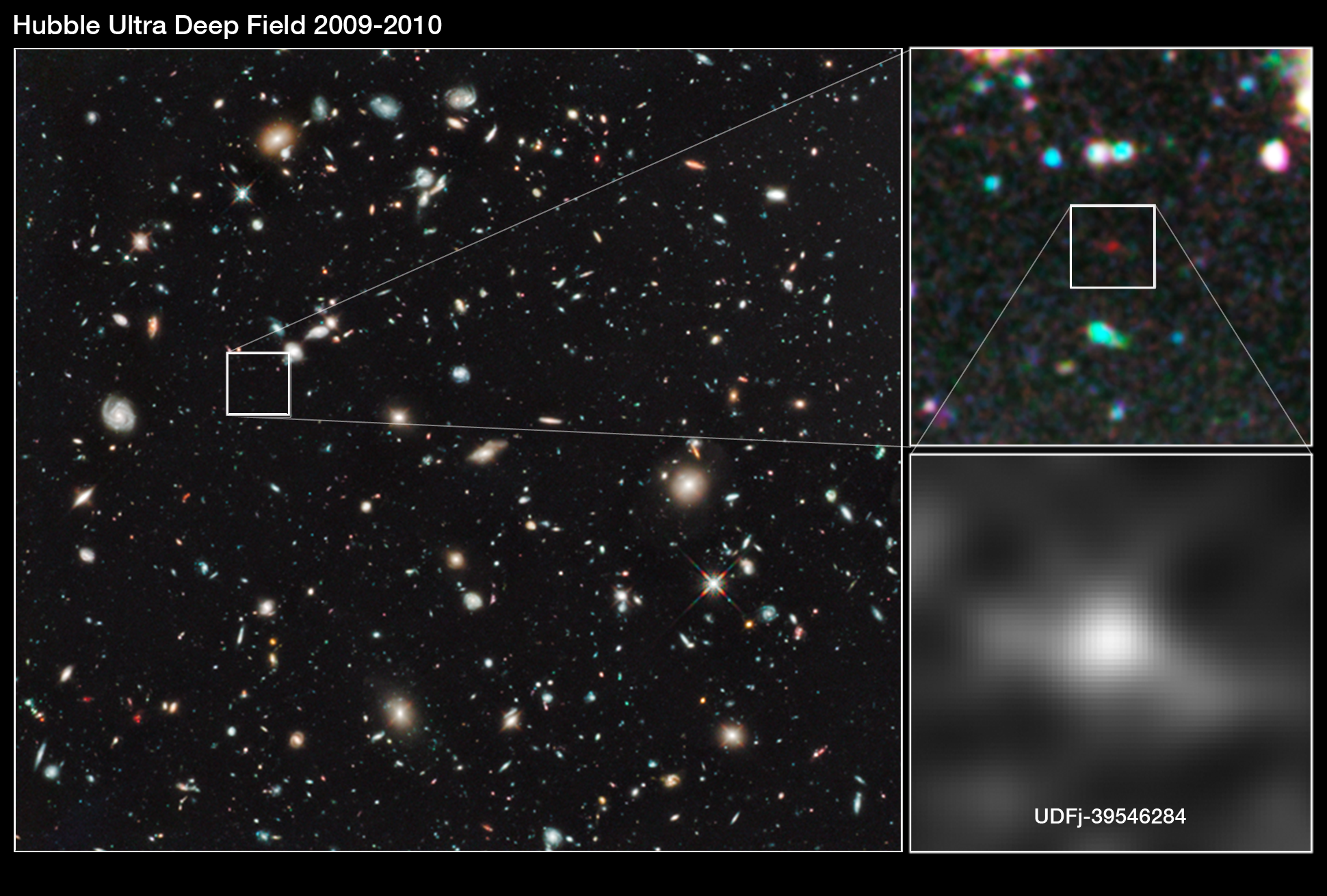
Розташування UDFj-39546284
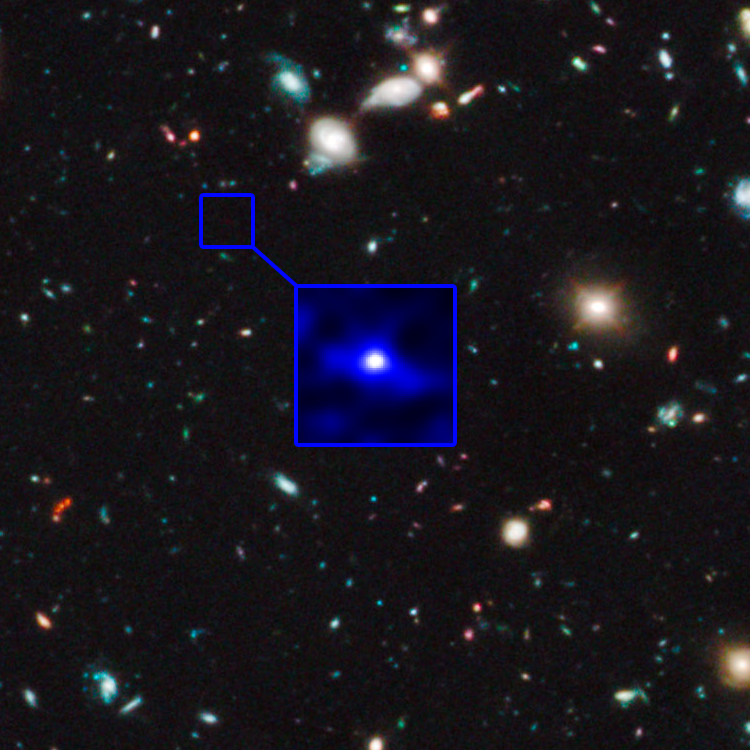
UDFj-39546284
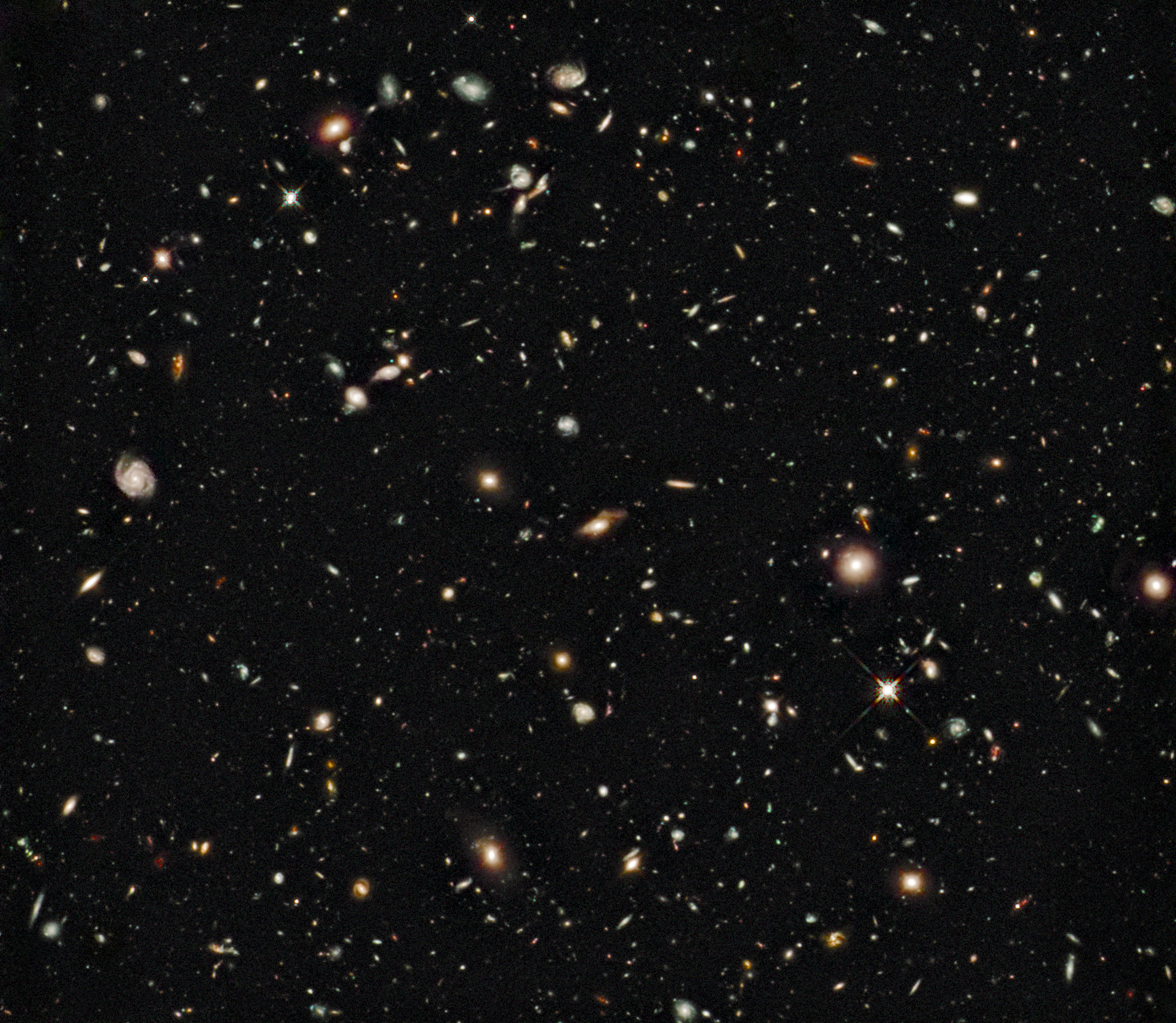
Розташування UDFj-39546284